# Therac-25

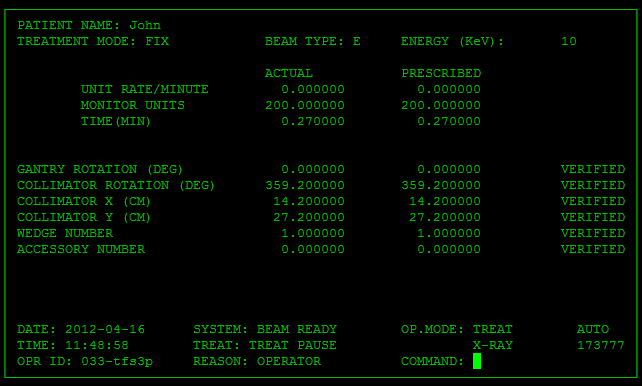
Interfejs użytkownika maszyny

Therac-25 – stosowana w latach 80. maszyna do radioterapii nowotworów. Urządzenia te były produkowane przez Atomic Energy of Canada Limited przy współpracy z francuską firmą CGR. W latach 1985–1987, na skutek poważnych błędów w oprogramowaniu sterującym, były one przyczyną przynajmniej sześciu wypadków, podczas których pacjenci otrzymali bardzo wysokie dawki promieniowania, w niektórych przypadkach rzędu setek grejów. Przynajmniej piątka spośród poszkodowanych zmarła bezpośrednio wskutek napromieniowania.
Późniejsze dochodzenia ustaliły, że główną przyczyną nieprawidłowego funkcjonowania urządzeń był błąd typu race condition, na skutek którego w pewnych trudnych do odtworzenia warunkach (przy szybkiej pracy biegłego operatora) nie dochodziło do prawidłowej inicjalizacji wszystkich parametrów zabiegu. Problem ten miałby jednak dużo mniej tragiczne konsekwencje, gdyby w ramach redukcji kosztów nie zrezygnowano z mechanicznych zabezpieczeń stosowanych wcześniej w maszynach Therac-6 i Therac-20. Poza tym liczba ofiar mogłaby być znacznie niższa, gdyby producent maszyny nie bagatelizował kolejnych powiadomień o nieprawidłowościach i wypadkach.
Wydarzenia wiążące się z maszynami Therac-25 weszły do kanonu studiów na temat niezawodności oprogramowania i stanowią istotny argument przemawiający za stosowaniem specjalnych kroków projektowych w krytycznych dla życia lub zdrowia ludzkiego zastosowaniach technik informatycznych.